# Wild in the Streets
Wild in the Streets – druga płyta zespołu Circle Jerks wydana w 1982 roku przez firmę Frontier Records. Nagrano w A & M Studio D, Hollywood, (Kalifornia)

## Lista utworów
1. Wild in the Streets
2. Leave Me Alone
3. Stars and Stripes
4. 86'd (Good as Gone)
5. Meet The Press
6. Trapped
7. Murder the Disturbed
8. Letter Bomb
9. Question Authority
10. Defamation Innuendo
11. Moral Majority
12. Forced Labor
13. Political Stu
14. Just Like Me
15. Put a Little Love in Your Heart

## Muzycy
- Keith Morris - wokal
- Greg Hetson - gitara
- Roger Rogerson - gitara basowa
- Lucky Lehrer - perkusja